# Gare de Vendôme
Gare de Vendôme vasútállomás Franciaországban, Vendôme településen.

## Vasútvonalak
Az állomást az alábbi vasútvonalak érintik:
- Párizs-Tours-vasútvonal
- Pont-de-Braye – Blois railway

## Kapcsolódó állomások
A vasútállomáshoz az alábbi állomások vannak a legközelebb:
- Gare de Saint-Amand-de-Vendôme (Gare de La Membrolle-sur-Choisille, Párizs-Tours-vasútvonal)
- Gare de Pezou (Gare de Brétigny, Párizs-Tours-vasútvonal)